# Luke Greenbank
Luke Greenbank, né le 17 septembre 1997 à Crewe, est un nageur britannique.
Il remporte une médaille d'argent lors des Jeux du Commonwealth de 2018 en relais.

## Palmarès

### Jeux olympiques de la jeunesse
- Jeux olympiques de la jeunesse de 2014 à Nankin :
  -  Médaille d'or du relais 4 × 100 m nage libre
  -  Médaille de bronze du 200 m dos

### Championnats du monde

#### Grand bassin
- Championnats du monde de natation 2019 à Gwangju :
  -  Médaille d'or du relais 4 × 100 m quatre nages
  -  Médaille de bronze du 200 m dos
- Championnats du monde de natation 2022 à Budapest :
  -  Médaille d'argent du 200 m dos
  -  Médaille de bronze du relais 4 × 100 m quatre nages

### Championnats du monde juniors
- Championnats du monde juniors de natation 2015 à Singapour :
  -  Médaille de bronze du 100 m dos

### Jeux européens
- Jeux européens de 2015 à Bakou :
  -  Médaille d'or du 100 m dos
  -  Médaille d'or du 200 m dos
  -  Médaille d'argent du relais 4 × 100 m quatre nages
  -  Médaille d'argent du relais 4 × 100 m quatre nages mixte

### Jeux du Commonwealth
- Jeux du Commonwealth de 2018 à Gold Coast : 
  -  Médaille d'argent du relais 4 × 100 m quatre nages